# Messaadine
Messaadine o Messaâdine (àrab: المسعدين, al-Musʿadīn) és una ciutat i municipalitat de la governació de Sussa, a Tunísia, situada 4 km al nord-est de M'saken i 7 km al sud-oest de Sussa, al llarg de la carretera RN1 que connecta Sussa i M'saken. Forma part administrativament de M'saken. El 2014 tenia 12.916 habitants.

## Història
Es diu que la ciutat rep el nom d'Abu-Saïd, un ibadita que va viure al segle XIII de l'Hègira.

## Economia
La seva economia es basa principalment en la indústria tèxtil, amb fàbriques tèxtils situades a la ciutat i als voltants. També hi ha indústria de l'automoció, amb dos sectors industrials importants que depenen principalment d'inversions privades.

## Cultura
S'hi celebra un festival artístic anual entre juliol i agost.

## Esport
La ciutat és coneguda per l'èxit esportiu del seu equip femení de rugbi, el Club Sportif de Messaadine.

## Administració
És el centre de la municipalitat o baladiyya homònima, amb codi geogràfic 31 25 (ISO 3166-2:TN-12).
Al mateix temps, forma un sector o imada (31 64 67), dins de la delegació o mutamadiyya de M'Saken (31 64).